# 수림로
수림로(Surim-ro)는 전북특별자치도 군산시 대야면 석화삼거리 에서 군산시 성산면 덜걱사거리 를 잇는 도로이다.

## 주요 경유지
전북특별자치도
- 군산시 (대야면 . 성산면)

## 노선
| 이름          | 접속 노선                     | 소재지 | 소재지 | 비고 |
| ------------- | ----------------------------- | ------ | ------ | ---- |
| 석화삼거리    | 지방도 제711호선 (대야관통로) | 군산시 | 대야면 |      |
| (이름없음)    | 석화로                        | 군산시 | 대야면 |      |
| 덜걱사거리    | 동군산로                      | 군산시 | 성산면 |      |
| 왕골로와 직결 |                               |        |        |      |